# フサイン・イブン・アリー (マッカのシャリーフ)
フサイン・イブン・アリー（アラビア語: حسين ابن علي, Ḥusayn ibn `Alī、1853年 - 1931年6月4日）は、マッカ（メッカ）のシャリーフ（在位：1908年 - 1916年）でオスマン帝国からのアラブ独立運動の指導者。のちヒジャーズ王国の国王（在位：1916年 - 1924年）、カリフ（自称、在位：1924年）。
現在のヨルダン王家の直接の祖である。ヨルダンで発行されている1ディナール紙幣に肖像が使用されている。

## 生涯
マッカのハーシム家（厳密に言うと、第4代正統カリフアリー・イブン・アビー・ターリブの長男ハサン・イブン・アリーの子孫であるハサニー家）に生まれ、1893年から1908年までオスマン帝国皇帝・アブデュルハミト2世の命によりイスタンブールに居住した。
1908年の青年トルコ人革命後、同年中にフサインはイスタンブールでの暮らしから解放され、マッカのアミール（太守）に任じられた。当時、マッカを中心とするヒジャーズはオスマン帝国支配下にあって半自治的な位置づけにあった。ヒジャーズを支配するのがシャリーフで、一般には預言者ムハンマドの子孫のことをいうが、マッカのアミール（太守）はシャリーフから任じられたため、マッカのアミールを指して単にシャリーフという。
第一次世界大戦中の1915年、イギリスのカイロ駐在のマクマホン高等弁務官と書簡を交換し、オスマン帝国に反旗を翻すときに支援するという「フサイン＝マクマホン協定」を結んだ。そして、4人の息子と共に「アラブ反乱」を起こして1916年に独立を果たす。このときフサインはイラク・シリア・アラビア半島を含む大アラブ王国を構想していたが、イギリスは既にサイクス・ピコ協定によりこの地域をフランスとともに分割する方針を決めており、アラビア半島のみのヒジャーズ王国を創始することになったのである。
1920年3月8日に三男ファイサル1世のシリア・アラブ王国が独立すると、それに呼応したかに見えた3月16日のアタテュルク率いるアンカラ政府とソ連との電撃的な単独講和条約であるモスクワ条約締結によって、英仏はサン・レモ会議（1920年4月19日 - 4月26日）開催を余儀なくされ、アラブ地域におけるフランス及びイギリスの委任統治範囲が決定され、8月10日に旧連合国とオスマン帝国（イスタンブール政府）とのセーブル条約締結をもってイギリスの援助が途絶えた。1920年7月28日のファイサル1世のシリア・アラブ王国からの追放や1922年から1924年にかけてのイギリス＝イラク条約への反対、1922年10月11日のムダニヤ休戦協定締結後はオスマン帝国の脅威が消滅したことなどで、ハーシム家の存在感は英仏において埋没していた。

### カリフ宣言と譲位
1924年3月3日にオスマン家のアブデュルメジト2世がアタテュルク率いるアンカラ政府によってカリフ位を廃位させられると、その2日後にイスラーム世界における権威を求めてカリフ即位を宣言した。しかし、殆どのイスラム世界に広く受け入れられず、オスマン帝国最後の皇帝メフメト6世が支持を表明したぐらいで、カリフ位を理由として重税を課したためにヒジャーズ内部からも広範な反対を招くことになり、在地勢力からも見捨てられた。
さらに以前からメッカ巡礼による経済効果とイスラム原理主義のひとつであるワッハーブ派のイマームとしての立場から聖地併合を希求していたナジュドのスルタン、イブン・サウード（後のサウジアラビア初代国王）に侵攻の大義名分を与えてしまい、マッカを奪われて孤立無援となる（1924年9月 - 1925年12月）。さらに国民からフサインよりもサウード家が講和に応じる可能性が高い長男アリー・イブン・フサインへの譲位を要求されて、初めアカバに逃れるが、ワッハーブ軍がこの地に来ることを嫌ったイギリスによりさらにキプロス島への亡命を余儀なくされた。

### 譲位後
譲位の甲斐なくヒジャーズ王国そのものも翌1925年にはワッハーブ軍に占領され、ヒジャーズ王国のハーシム朝はわずか9年で終わりを告げた。なお1926年、アブドゥルアズィーズ・イブン＝サウードがヒジャーズ王に即位した。
1930年、キプロス島で病に倒れると次男アブドゥッラー1世の治めるトランスヨルダンのアンマンへ移る。ナジュド及びヒジャーズ国王が成立した翌1931年、同地で死去した。遺体はエルサレムに葬られた。

## 家族
父
- アリー・イブン・ムハンマド - マッカのシャリーフの一族であったが、マッカのシャリーフに就任することはなかった。

息子
- アリー・イブン・フサイン（英語版）（1879年 - 1935年） - ヒジャーズ王
- アブドゥッラー・イブン・フサイン（1882年 - 1951年） - ヨルダン王
- ファイサル・イブン・フサイン（1885年 - 1933年） - イラク王
- ザイド・イブン・フサイン（英語版）（1898年 - 1970年）

## 逸話
ブノアメシャン『砂漠の豹　イブン・サウード』では、フサインの母はチェルケス人でトルコ人高官の娘を妻としたとの記載がある。また「知恵の七柱」では四男のザイドを［ファイサルの異母弟で母はトルコ人］と記述されていることからこのトルコ人の母はフサインの後妻でザイドの生母と思われる。